# Murad II
Murad II (ur. w czerwcu 1404 w Amasyi, zm. 3 lutego 1451 w Edirne) – sułtan z dynastii Osmanów, panujący w latach 1421–1444 i 1446–1451.

## Życiorys
Murad II był synem sułtana Mehmeda I i Emine Hatun. Zasiadł na tronie po śmierci ojca w 1421 roku. W 1427 przywrócił zwierzchność turecką nad Niszem i Kruševacem, w 1428 położył kres istnieniu emiratu karamańskiego w Anatolii.
Zwycięskie walki w Anatolii wzmocniły pozycję sułtana oraz umożliwiły mu swobodne działanie na Bałkanach. W 1430 Murad II zdobył Tesaloniki, a w 1439 włączył Despotowinę serbską do Imperium Osmańskiego jako oddzielną prowincję.
Pokonany przez Węgrów nad rzeką Jałomicą (1442), zawarł z Władysławem III (Warneńczykiem) traktat pokojowy w Segedynie w sierpniu 1444, który pod wpływem dyplomacji papieskiej, w osobie legata Juliana Cesariniego został złamany przez Warneńczyka, co doprowadziło do bitwy. 10 listopada 1444 w bitwie pod Warną pokonał wojska polsko-węgierskie. Abdykował z własnej woli na rzecz syna. Zmuszony do powrotu na tron w 1446 po buncie janczarów.
W 1446 podbił Peloponez. 20 października 1448 zwyciężył wojska Jana Hunyadyego w bitwie na Kosowym Polu, w latach 1450–1451 (Liga w Lezhy) toczył walki z Albańczykami pod wodzą Skanderbega.